# Калантар Карен Левонович
Карен Левонович Калантар (вірм. Կարեն Լևոնի Քալանթար; 30 липня 1928, Ерівань, Вірменська РСР, нині Єреван, Вірменія — 14 вересня 2000, там же) — вірменський кінознавець. Кандидат мистецтвознавства (1972).

## Біографія
У 1951 році закінчив Єреванський університет. Тоді ж починає активно публікуватися в пресі. З 1976 року 1-й секретар Союзу кінематографістів Вірменської РСР, одночасно секретар правління Спілки кінематографістів СРСР. Член КПРС в 1959—1991 роках. Член Ревізійної Комісії Комуністичної партії Вірменії у 1981—1991 роках.

## Нагороди
- 1982 — Заслужений діяч мистецтв Вірменської РСР.

## Твори
- Амо Бек-Назаров. Искусство кинорежиссера. — Ереван, 1973.
- О творчестве киноактёра. // Проблемы кино и телевидения. — Ереван, 1980.
- Актёр в армянском кино. Концепция фильма и актёрский образ. — Ереван, 1982.
- Համո Բեկնազարյան. — Ե․, 1986. (вірм.)